# Алмонт (Північна Дакота)
Алмонт (англ. Almont) — місто (англ. city) в США, в окрузі Мортон штату Північна Дакота. Населення — 100 осіб (2020).

## Географія
Алмонт розташований за координатами 46°43′42″ пн. ш. 101°30′7″ зх. д. / 46.72833° пн. ш. 101.50194° зх. д. (46.728415, -101.501892).  За даними Бюро перепису населення США в 2010 році місто мало площу 6,83 км², уся площа — суходіл. В 2017 році площа становила 6,46 км², уся площа — суходіл.

## Демографія
Згідно з переписом 2010 року, у місті мешкали 122 особи в 51 домогосподарстві у складі 30 родин. Густота населення становила 18 осіб/км².  Було 66 помешкань (10/км²).
Расовий склад населення:
| - 100,0 % — білих |

До двох чи більше рас належало 0,0 %. Частка іспаномовних становила 0,0 % від усіх жителів.
За віковим діапазоном населення розподілялося таким чином: 27,9 % — особи молодші 18 років, 58,2 % — особи у віці 18—64 років, 13,9 % — особи у віці 65 років та старші. Медіана віку мешканця становила 41,8 року. На 100 осіб жіночої статі у місті припадало 96,8 чоловіків;  на 100 жінок у віці від 18 років та старших — 87,2 чоловіків також старших 18 років.
Середній дохід на одне домашнє господарство  становив 59 442 долари США (медіана — 55 625), а середній дохід на одну сім'ю — 80 356 доларів (медіана — 83 750). За межею бідності перебувало 3,1 % осіб, у тому числі 0,0 % дітей у віці до 18 років та 16,7 % осіб у віці 65 років та старших.
Цивільне працевлаштоване населення становило 56 осіб. Основні галузі зайнятості: роздрібна торгівля — 23,2 %, сільське господарство, лісництво, риболовля — 19,6 %, будівництво — 16,1 %.